# Mort et funérailles de Tito

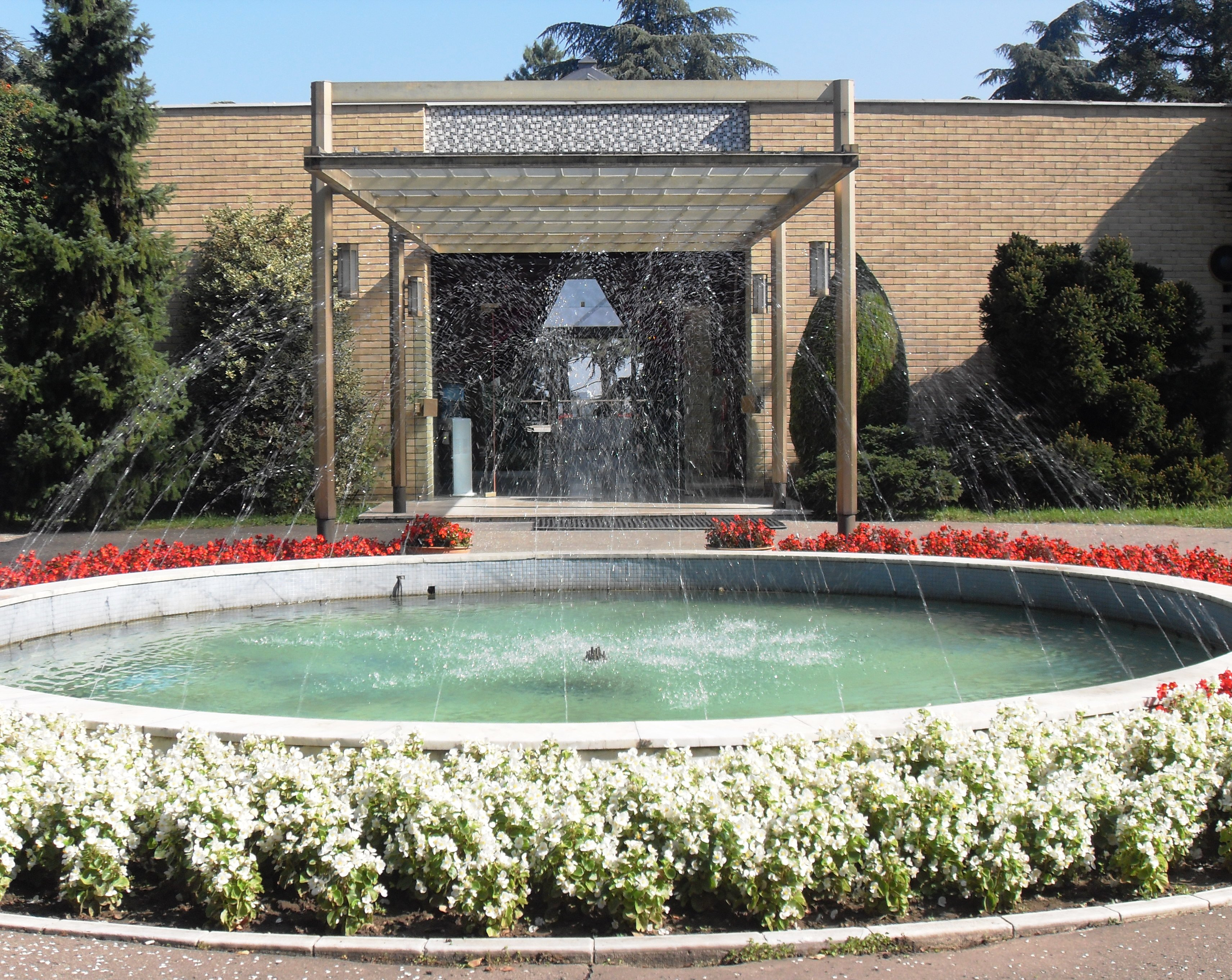
La maison des Fleurs, le mausolée de Tito.

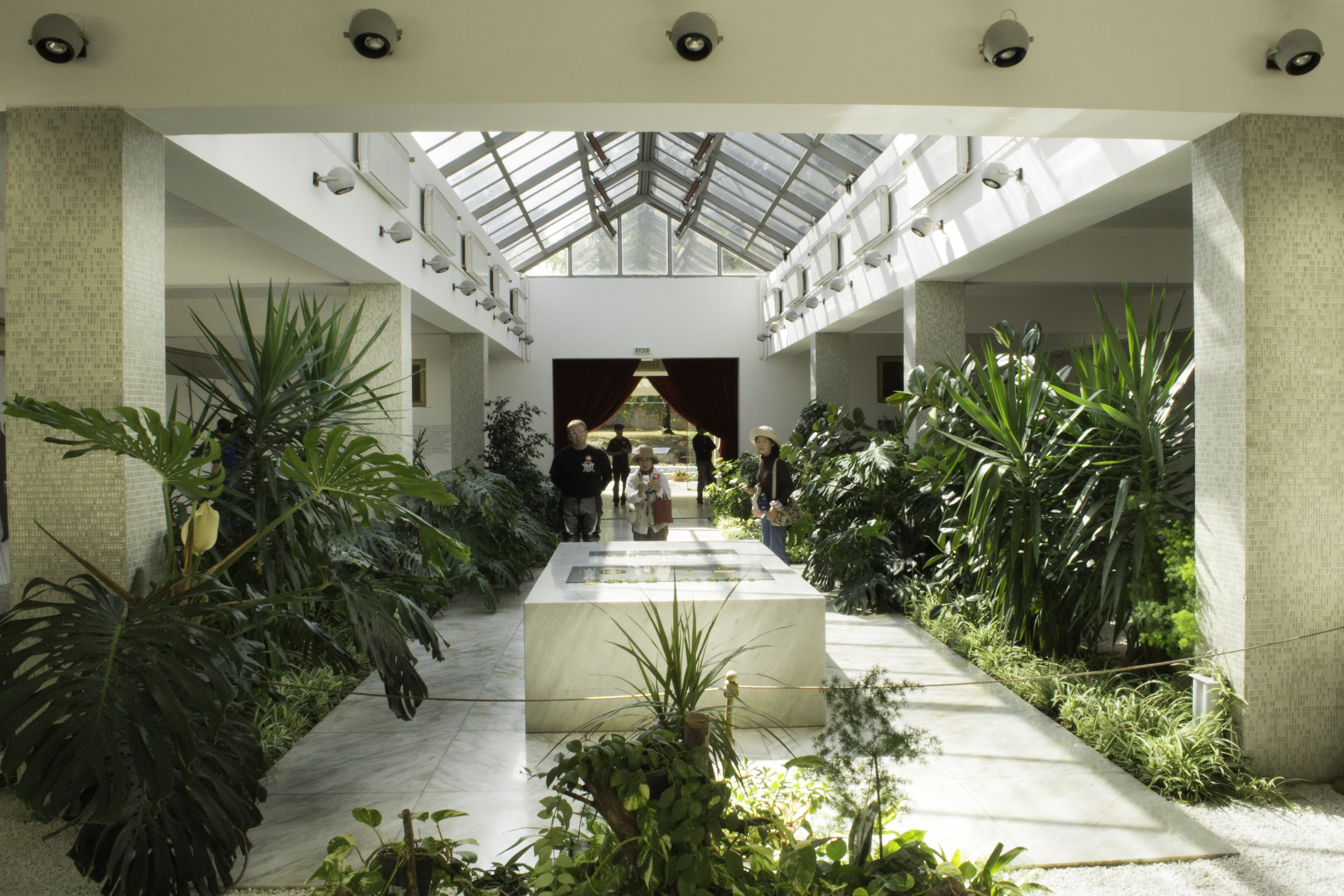
Le tombeau de Tito.

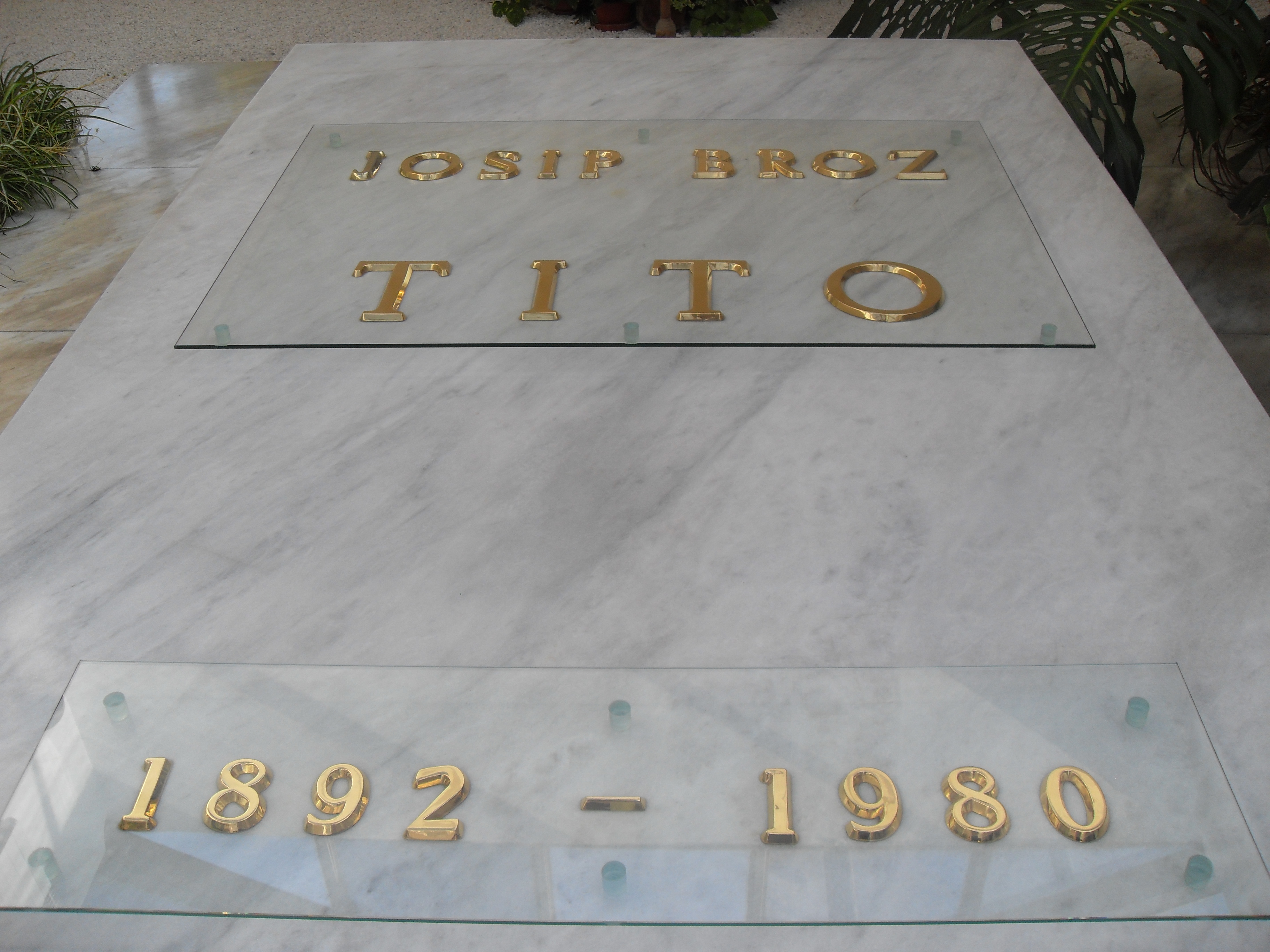
La tombe de Tito.

Josip Broz Tito, président de la Yougoslavie et président de la Ligue des communistes de Yougoslavie, est mort le 4 mai 1980 des suites d'une longue maladie. Ses funérailles nationales ont eu lieu quatre jours plus tard, le 8 mai, et ont attiré un nombre important d'hommes d'État des pays occidentaux, orientaux et non alignés du monde entier,. Parmi les participants figuraient quatre rois, six princes, 22 premiers ministres, 31 présidents et 47 ministres des Affaires étrangères. Au total, 128 pays, sur les 154 membres de l’ONU de l’époque, étaient représentés. Étaient également présents des délégués de sept organisations multilatérales, de six mouvements et de quarante partis politiques.
Tito est de plus en plus malade tout au long de l’année 1979. Le 7 puis de nouveau le 11 janvier 1980, il est admis au centre médical universitaire de Ljubljana pour des problèmes de circulation dans les jambes. Sa jambe gauche est amputée peu de temps après en raison de blocages artériels, et il meurt finalement de gangrène au centre médical de Ljubljana le 4 mai 1980 à 15h05, trois jours avant son 88e anniversaire. Le Plavi voz, le train personnel de Tito, a transporté son corps à Belgrade où il a été exposé au Parlement fédéral jusqu'aux funérailles.
Tito étant considéré comme la figure centrale unificatrice des nations yougoslaves, culturellement et religieusement diverses et, globalement, ethniquement antagonistes, sa mort est considérée comme l'un des catalyseurs clés de la dissolution et de la destruction de l'État yougoslave qui aura lieu une décennie plus tard.

## La mort de Tito

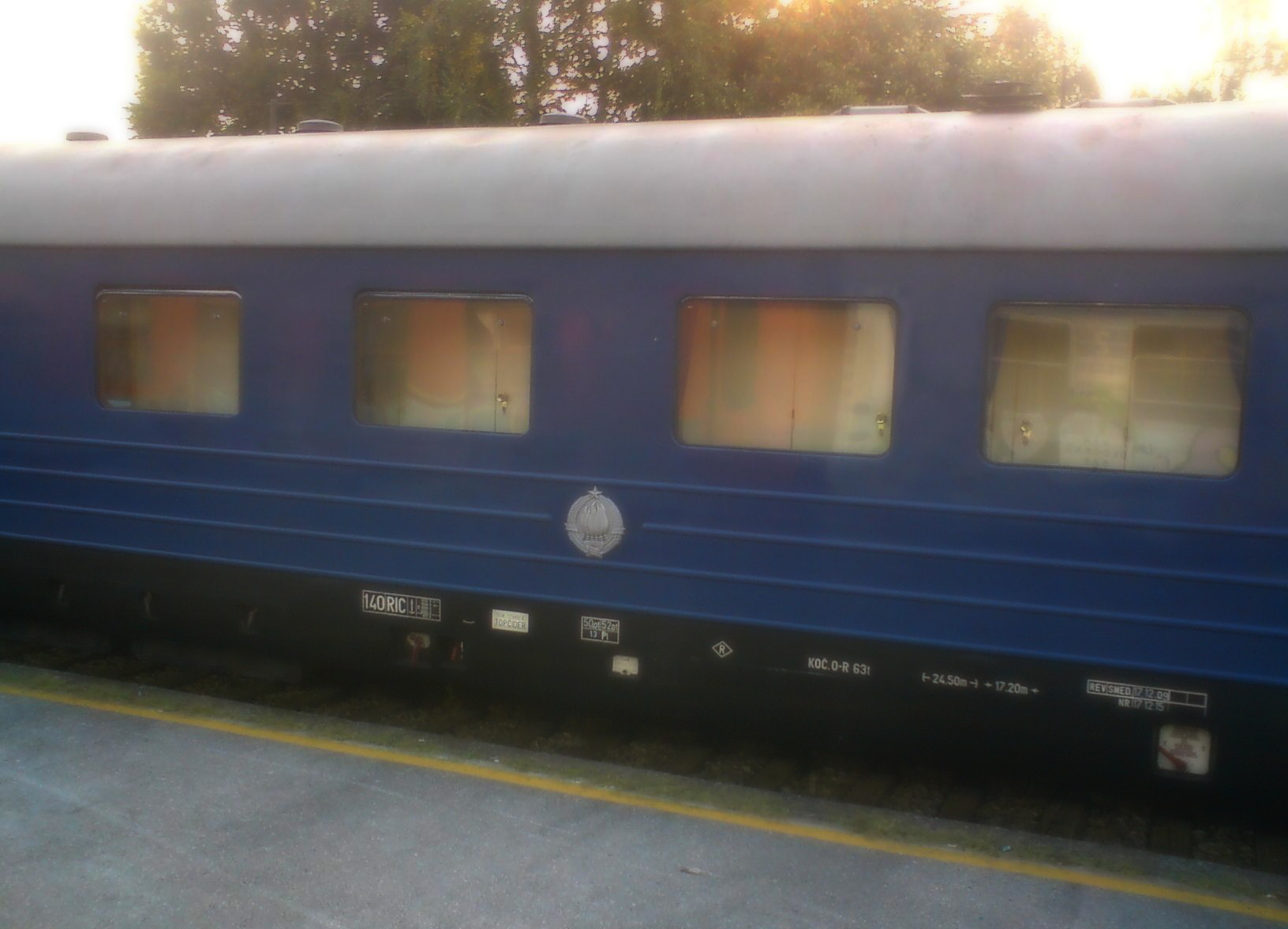
Le Train bleu de Tito (Plavi voz), qui a transporté sa dépouille de Ljubljana à Belgrade.

Josip Broz Tito est décédé au département de chirurgie cardiovasculaire du centre médical universitaire de Ljubljana le 4 mai 1980, à 15h05, des suites de complications de gangrène, trois jours avant son 88e anniversaire. Immédiatement après avoir appris la mort de Tito, une session extraordinaire plénière de la présidence de la Yougoslavie et de la président (en) du Comité central de la Ligue des communistes de Yougoslavie s'est tenue à Belgrade, au cours de laquelle la mort de Tito est officiellement déclarée.

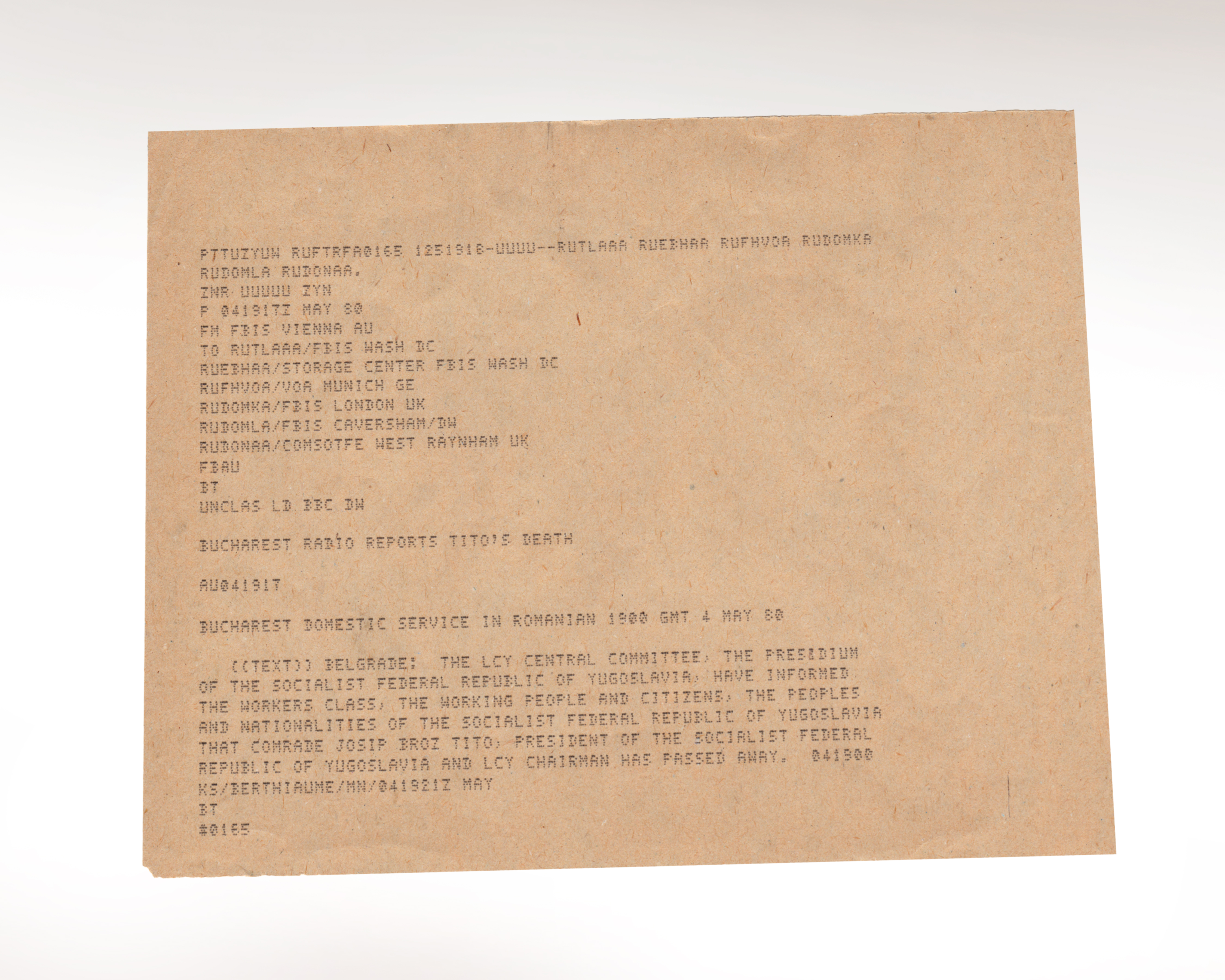
Le message du bureau autrichien du FBIS de la CIA, concernant l'annonce de la mort de Tito par Radio Bucarest, déposé le 4 mai 1980.

Après la lecture de la déclaration, Stevan Doronjski (en) (président de la Ligue des communistes de Yougoslavie, la LCY) déclare : « Gloire éternelle à la mémoire de notre grand leader et père de la révolution, président de la Yougoslavie et secrétaire général et président de la Ligue, notre camarade Josip Broz Tito. »
Lors de la même réunion, en vertu de la Constitution yougoslave de 1974 (en), telle qu'amendée, il est décidé que Lazar Koliševski, vice-président de la présidence de la Yougoslavie (en), assumerait temporairement la fonction de président de la présidence de la Yougoslavie (en), et que Cvijetin Mijatović, ancien membre de la présidence de la RS de Bosnie-Herzégovine, prendrait la place de Koliševski en tant que vice-président de l'État. Suite aux statuts de la LCY tels qu'amendés, l'ancien président de la présidence du Comité central de la Ligue des communistes de Yougoslavie, Stevan Doronjski, a assumé le poste de président de la présidence du Comité central de la Ligue des communistes de Yougoslavie. Immédiatement après, le Conseil exécutif fédéral (en) (gouvernement de la Yougoslavie) a décidé d'annoncer officiellement une semaine de deuil national dans tout le pays et d'annuler tous les événements de divertissement, culturels et sportifs,. De nombreux pays à travers le monde ont déclaré des périodes de deuil national. La Corée du Nord, l'Égypte, l'Algérie, la Tanzanie, et la Birmanie ont annoncé sept jours de deuil ; le Pakistan, Chypre et le Ghana ont annoncé quatre jours de deuil ; la Jordanie, l'Inde, l'Irak, Cuba, la Guinée et la Zambie ont annoncé trois jours de deuil ; l'Angola a annoncé deux jours de deuil ; et le Sri Lanka a déclaré un jour de deuil.

## Le deuil dans la nation

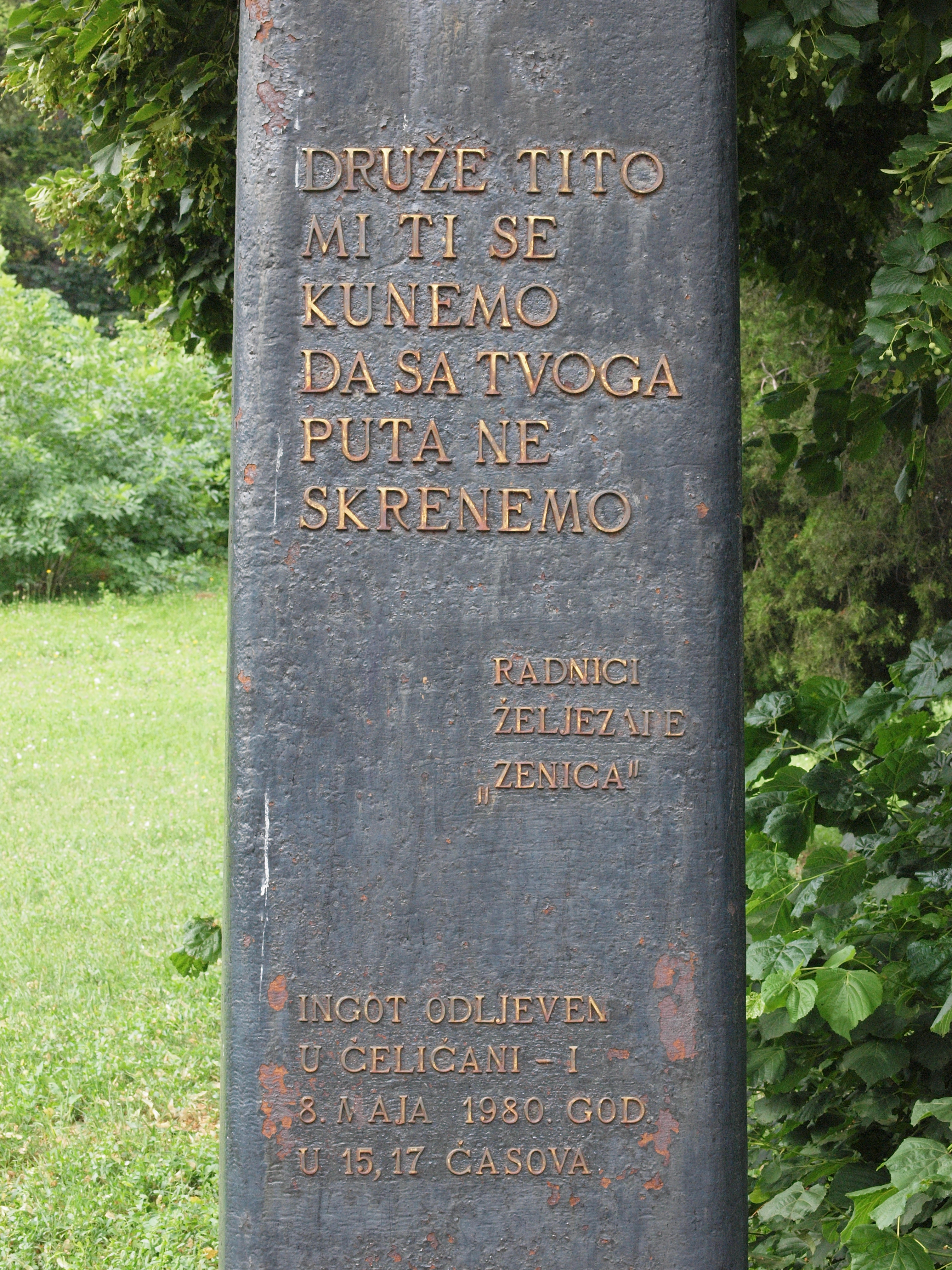
Le slogan de la mort de Tito gravé sur une colonne des ateliers métallurgiques de Zenica, 8 mai 1980.

La mort de Tito fut soudaine et inattendue pour les citoyens yougoslaves qui vaquaient à leurs activités habituelles du week-end. Les chaînes de télévision ont vu leur programmation normale interrompue par un écran noir pendant trente secondes, avant que Miodrag Zdravković, présentateur du journal télévisé de Radio Télévision Belgrade, ne lise en direct l'annonce suivante :

« Le camarade Tito est décédé. Le Comité central de la Ligue des communistes de Yougoslavie et la présidence yougoslave l'ont annoncé ce soir à la classe ouvrière, à tous les travailleurs et citoyens, à toutes les nations et nationalités de la république fédérative socialiste de Yougoslavie. »

La même annonce a été lue sur les chaînes de télévision de chaque république constitutive dans leurs langues respectives.
Le dimanche après-midi, la télévision yougoslave diffuse souvent des matchs de football de la Première Ligue yougoslave. Ce jour-là, il y avait un match de championnat à Split entre le NK Hajduk Split et le FK Crvena Zvezda. Alors que le match en était à sa 41e minute, trois hommes sont entrés sur le terrain du stade Poljud, faisant signe à l'arbitre d'arrêter le match. Ante Skataretiko, le président du Hajduk, a pris le micro et a annoncé la mort de Tito. L'annonce a été suivie de scènes de pleurs collectifs, certains joueurs comme Zlatko Vujović s'effondrant au sol et pleurant. Les joueurs des deux équipes et les arbitres se sont alignés pour observer une minute de silence. Une fois que le speaker du stade a dit « Qu'il repose en paix », l'ensemble du stade, composé de 50 000 supporters de football, s'est mis spontanément à chanter la chanson patriotique Druže Tito mi ti se kunemo, da sa tvoga puta ne skrenemo (sr). Deux autres matchs ont également été abandonnés en raison de la mort de Tito : Sarajevo contre Osijek et Dinamo Zagreb contre Željezničar. Les trois matchs ont été rejoués le 21 mai.
Ces réactions sincères de deuil étaient en grande partie lié à sa place qu'occupait Tito sur la scène politique yougoslave. Il avait dirigé le mouvement de résistance contre l'occupation des pays de l'Axe pendant la Seconde Guerre mondiale, contribué à créer une fédération socialiste fondée sur le principe de « fraternité et d'unité » des nations yougoslaves, défendu l'autodétermination et l'indépendance politique de la Yougoslavie d'après-guerre vis-à-vis des blocs occidentaux et orientaux, co-initié le Mouvement des non-alignés au moment des tensions maximales d'une possible guerre nucléaire entre les blocs ; tout cela a contribué à sa popularité générale dans le pays et à l'étranger.

## Funérailles d'État

Pays ayant envoyé des délégations nationales.
Pays n’ayant pas envoyé de délégations nationales, mais dont des organisations l’ont fait.
Pays qui n'ont pas envoyé de délégations nationales.

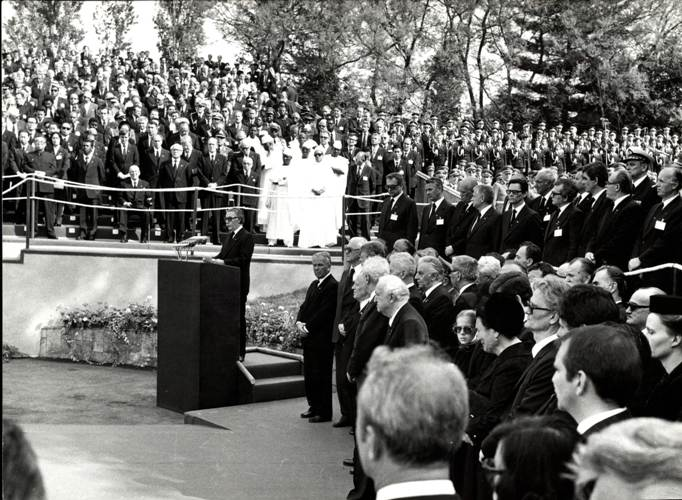
Funérailles nationales de Josip Broz Tito.

C'est un cercueil vide que le train bleu de Tito amène à la capitale, Belgrade, ce en raison du mauvais état de son corps décédé. La dépouille du dirigeant a été transférée à Belgrade par un hélicoptère militaire.
Tito a été enterré deux fois le 8 mai. La première inhumation était destinée aux caméras et aux dignitaires. La tombe était peu profonde avec seulement une réplique du sarcophage. La deuxième inhumation a eu lieu en privé, pendant la nuit. Son cercueil a été retiré et la tombe, entouré d'un masque en cuivre et enterré à nouveau dans une tombe beaucoup plus profonde qui a été scellée avec du ciment et surmontée d'un sarcophage de 9 tonnes. Les responsables communistes craignaient que quelqu'un ne vole le corps, comme cela était arrivé à Charlie Chaplin.
Dans un contraste frappant avec le faste des funérailles, la tombe de Tito a été construite en marbre avec une simple inscription indiquant JOSIP BROZ TITO 1892–1980. Il n’incorporait pas d’étoile rouge ni aucun emblème lié au communisme. Des historiens a déclaré que le lieu de sa sépulture, qui était le jardin de l'endroit où il a vécu pendant les années d'après-guerre, plus communément connu sous le nom de la maison des Fleurs, a été choisi selon les souhaits de Tito lui-même. La maison des Fleurs, avec le musée d'histoire de la Yougoslavie, est devenue depuis une destination touristique et un point de repère de Belgrade visité par des millions de personnes.
La pompe et l’ampleur des funérailles ont été largement documentées et l’événement a été une source de fierté pour le pays pour les années à venir. À l'occasion du quinzième anniversaire de sa mort en 1995, le journal croate Arkzin a noté que « les temps turbulents ne permettent toujours pas une évaluation véritablement historique de sa stature et de ses réalisations, mais l'évaluation que le monde a montrée ces jours-là en mai 1980, confirme que les petites nations et les petits États peuvent produire des géants mondiaux ».

## Dignitaires étrangers
Les funérailles de Tito ont attiré de nombreux hommes d’État à Belgrade. Deux hommes d'État notoirement absents étaient le président des États-Unis Jimmy Carter et le premier secrétaire du Parti communiste cubain (en) Fidel Castro. La mort de Tito survient juste au moment où l’invasion soviétique de l’Afghanistan en 1979 met fin à la détente américano-soviétique. La Yougoslavie, bien qu'étant un État communiste, était non alignée pendant la guerre froide en raison de la scission entre Tito et Staline en 1948.
Après avoir appris que le président du Parti communiste chinois, Hua Guofeng, dirigerait la délégation chinoise, le secrétaire général du Parti communiste de l'Union soviétique, Leonid Brejnev, malade, décide de diriger la délégation de son pays. Afin d'éviter de rencontrer Brejnev alors qu'il était en pleine campagne pour l'élection présidentielle américaine de 1980, Carter choisit d'envoyer sa mère Lilian Carter et le vice-président Walter Mondale comme chefs de la délégation américaine. Après avoir réalisé que les dirigeants de toutes les nations du pacte de Varsovie assisteraient aux funérailles, la décision de Carter a été critiquée par le candidat à la présidence George H.W. Bush comme un signe que les États-Unis « critiquent implicitement les Yougoslaves au moment où ce pays s'est séparé de l'Union soviétique ». Carter s'est rendu en Yougoslavie plus tard en juin 1980 et a effectué une visite sur la tombe de Tito.
Helmut Schmidt, chancelier de l'Allemagne de l'Ouest, est très actif lors des funérailles, rencontrant Brejnev, Erich Honecker (Allemagne de l'Est) et Edward Gierek (Pologne). La Première ministre britannique Margaret Thatcher cherche quant à elle à rallier les dirigeants mondiaux afin de condamner sévèrement l’invasion soviétique de l'Afghanistan. Elle mène donc des entretiens avec Kenneth Kaunda, Helmut Schmidt, Francesco Cossiga et Nicolae Ceaușescu. Brejnev rencontre quant à lui Kim Il Sung et Honecker. James Callaghan, leader du Parti travailliste britannique, explique sa présence à Belgrade comme une tentative de réchauffer les relations entre son parti et les communistes yougoslaves, qui ont été rompues il y a plus de dix ans après que le dissident Milovan Đilas a été accueilli par Jennie Lee, ministre des Arts sous Harold Wilson. Les délégations soviétique et chinoise s'évitent.
Lors des funérailles, Yasser Arafat tapote l'épaule de Margaret Thatcher, ce sur quoi elle se retourne et lui serre la main. Thatcher a déclaré plus tard regretter ce geste.

### Liste des délégations
Source : (sh) Radoslav Mirosavljev, Titova poslednja bitka (« La dernière bataille de Tito »), Belgrade, Narodna knjiga, 1981, 262–264 p.

#### États souverains

##### Chefs d'État
Les délégations suivantes étaient conduites par leurs chefs d’État respectifs :
- Algérie : Chadli Bendjedid (président), Mohammed Seddik Benyahia (ministre des Affaires étrangères)
- Allemagne de l'Est : Erich Honecker (secrétaire général du Comité central et président du Conseil d’État), Oskar Fischer (ministre des Affaires étrangères), Manfred Flegel (vice-président du Conseil des ministres)
- Allemagne de l'Ouest : Karl Carstens (président), Helmut Schmidt (chancelier), Hans-Dietrich Genscher (ministre des Affaires étrangères)
- Autriche : Rudolf Kirchschläger (président), Bruno Kreisky (chancelier fédéral), Willibald Pahr (ministre des Affaires étrangères)
- Bangladesh : Ziaur Rahman (président), Muhammad Shamsul Haque (ministre des Affaires étrangères)
- Belgique : Roi Baudouin, Wilfried Martens (Premier ministre), Henri Simonet (ministre des Affaires étrangères)
- Bulgarie : Todor Zhivkov (président du Conseil d'État)
- Kampuchéa démocratique : Khieu Samphan (président du Présidium d’État et Premier ministre), Teng Sang (vice-président)
  - Note : Cette délégation représentait le gouvernement du Cambodge reconnu par l'ONU (Kampuchéa démocratique), bien qu'en 1980 le Cambodge ait été de facto dirigé par la république populaire du Kampuchéa[19].
- Canada : Edward Schreyer (gouverneur général), Jean Marchand (président du Sénat)
- Chypre : Spyros Kyprianou (président), Nicos A. Rolandis (ministre des Affaires étrangères)
- Corée du Nord : Kim Il Sung (secrétaire général du Parti du travail de Corée et Président), Ho Dam (ministre des Affaires étrangères), O Jin-u (ministre de la Défense)
- Éthiopie : Mengistu Haile Mariam (président du Derg)
- Finlande : Urho Kekkonen (président), Paavo Väyrynen (ministre des Affaires étrangères)
- Grèce : Konstantinos Tsatsos (président), Agamemnon Gratzios (chef de l’état-major de la défense nationale)
- Guinée : Ahmed Sékou Touré (président), Moussa Diakité (ministre des Affaires étrangères)
- Guinée-Bissau : Luís Cabral (président), Constantino Teixeira (commissaire aux affaires intérieures)
- Hongrie : János Kádár (secrétaire général du Parti socialiste ouvrier hongrois)
- Irak : Saddam Hussein (président), Sa'dun Hammadi (ministre des Affaires étrangères)
- Irlande : Patrick Hillery (président), George Colley (Tánaiste)
- Italie : Sandro Pertini (président), Francesco Cossiga (président du Conseil), Oddo Biasini (ministre de la Culture)
- Jordanie : Roi Hussein, Abdelhamid Sharaf (Premier ministre)
- Luxembourg : Jean (grand-duc), Gaston Thorn (ministre des Affaires étrangères et vice-premier ministre)
- Mali : Moussa Traoré (président), Alioune Blondin Beye (ministre des Affaires étrangères)
- Malte : Anton Buttigieg (président)
- Norvège : Roi Olav V, Odvar Nordli (Premier ministre)
- Pakistan : Muhammad Zia-ul-Haq (président), Riaz Piracha (secrétaire aux Affaires étrangères)
- Panama : Aristides Royo (président), Carlos Osores (ministre des Affaires étrangères)
- Pologne : Edward Gierek (premier secrétaire du Parti ouvrier unifié), Wojciech Jaruzelski (ministre de la Défense nationale)
- Portugal : António Ramalho Eanes (président), Francisco de Sá Carneiro (Premier ministre)
- Roumanie : Nicolae Ceaușescu (président), Ilie Verdeț (Premier ministre), Ștefan Andrei (ministre des Affaires étrangères)
- Saint-Marin : Pietro Chiaruzzi et Primo Marani (capitaines-régents)
- Suède : roi Carl XVI Gustaf, Ola Ullsten (ministre des Affaires étrangères)
- République arabe syrienne : Hafez al-Assad (président), Abdul Halim Khaddam (ministre des Affaires étrangères et vice-Premier ministre)
- Tanzanie : Julius Nyerere (président), Benjamin Mkapa (ministre des Affaires étrangères)
- Tchécoslovaquie : Gustáv Husák (président), Miloš Jakeš (premier secrétaire du Parti communiste), Bohuslav Chňoupek (ministre des Affaires étrangères)
- Togo : Gnassingbé Eyadéma (président)
- URSS : Leonid Brejnev (secrétaire général du Parti communiste de l'Union soviétique, président du Présidium du Soviet suprême), Andreï Gromyko (ministre des Affaires étrangères)
- Zambie : Kenneth Kaunda (président), Wilson M. Chakulya (ministre des Affaires étrangères)

##### Chefs d'État adjoints
Les délégations suivantes étaient dirigées par des adjoints aux chefs d’État (dont les vice-présidents) ou des représentants des monarques :
- Cuba : Carlos Rafael Rodríguez (vice-président du Conseil d'État), Isidoro Malmierca Peoli (ministre des Affaires étrangères)
- Danemark : Henrik (prince consort), Kjeld Olesen (ministre des Affaires étrangères)
- Égypte : Hosni Moubarak (vice-président)
- États-Unis : Walter Mondale (vice-président), Lillian Gordy Carter (mère du président Jimmy Carter) et W. Averell Harriman (ancien gouverneur de New York)
- Ghana : Joseph W.S. deGraft-Johnson (vice-président), Isaac Chinebuah (ministre des Affaires étrangères), William Ofori Atta (ministre)
- Indonésie : Adam Malik (vice-président)
- Madagascar : Charles Ravoajanakhari (vice-président du Conseil suprême révolutionnaire)
- Pays-Bas : prince Claus (Prince consort), prince Bernhard (ancien prince consort), Dries van Agt (Premier ministre), Chris van der Klaauw (Ministre des Affaires étrangères)
- Royaume-Uni : prince Philip (prince consort), Margaret Thatcher (Première ministre), Lord Carrington (ministre des Affaires étrangères), Fitzroy Maclean (ancien officier de liaison britannique auprès des partisans yougoslaves, ami personnel de Tito)
- République arabe du Yémen : Qadi Abdel (vice-président)

##### Chefs de gouvernement
Les délégations suivantes étaient dirigées par des chefs de gouvernement :
- Birmanie : Maung Maung Kha (Premier ministre)
- Cap-Vert : Pedro Pires (Premier ministre)
- Chine : Hua Guofeng (président du Parti communiste chinois et Premier ministre), Ji Pengfei (secrétaire général du Conseil des affaires de l'État)
- Espagne : Adolfo Suárez (président du gouvernement), Marcelino Oreja (ministre des Affaires étrangères)
- France : Raymond Barre (Premier ministre), Jean François-Poncet (ministre des Affaires étrangères)
- Inde : Indira Gandhi (Première ministre)
- Japon : Masayoshi Ōhira (Premier ministre), Yasure Katoi (vice-ministre des Affaires étrangères)
- Mongolie : Jambyn Batmönkh (Premier ministre)
- Pérou : Pedro Richter Prada (Premier ministre)
- Turquie : Süleyman Demirel (Premier ministre), Hayrettin Erkmen (ministre des Affaires étrangères)
- Zimbabwe : Robert Mugabe (Premier ministre)

##### Vice-chefs de gouvernement et ministres des Affaires étrangères
Les délégations suivantes étaient dirigées par des chefs de gouvernement adjoints ou leurs ministres des Affaires étrangères :
- Afghanistan : sultan Ali Keshtmand (premier vice-président du Conseil des ministres), Shah Mohamad Dost (ministre des Affaires étrangères)
- Australie : Andrew Peacock (ministre des Affaires étrangères)
- Bolivie : Gaston Aroas Levi (ministre des Affaires étrangères)
- Brésil : José Ferraz de Rosa (général de l'Armée, ministre d'État et chef d'état-major général), Otto Agripino Maia (ministre des Affaires étrangères)
- Cameroun : Jean Keutcha (ministre des Affaires étrangères)
- Guyana : Ptolemy Reid (vice-Premier ministre)
- Iran : Sadegh Ghotbzadeh (ministre des Affaires étrangères)
- Maurice : Harold Edward Water (ministre des Affaires étrangères)
- Mexique : Enrique Olivares Santana (secrétaire à l'Intérieur), Luis M. Farías (président de la Chambre des députés)
- Népal : prince Gyanendra du Népal et K. B. Shahi (ministre des Affaires étrangères)
- Nigéria : Ishaya Audu (ministre des Affaires étrangères), Joseph Wayas (président du Sénat)
- Nicaragua : Miguel d'Escoto Brockmann (ministre des Affaires étrangères)
- Nouvelle-Zélande : Brian Talboys (Vice-Premier ministre et ministre des Affaires étrangères)
- Ouganda : Otema Allimadi (ministre des Affaires étrangères)
- Seychelles : Jacques Hodoul (ministre des Affaires étrangères)
- Sri Lanka : Abdul Cader Shahul Hameed (ministre des Affaires étrangères)
- Suisse : Pierre Aubert (ministre des Affaires étrangères)
- Thaïlande : Thanat Khoman (vice-Premier ministre)
- Venezuela : José Zambrano Velasco (ministre des Affaires étrangères)
- Viêt Nam : Huỳnh Tấn Phát (vice-Premier ministre)

##### Autres délégations d'État
Les délégations d’État de ces pays étaient dirigées par des ministres du gouvernement, des ambassadeurs ou des membres de la maison royale :
- République populaire socialiste d'Albanie : Sokrat Plaka (ambassadeur en Yougoslavie)
- République populaire d'Angola : Ambrósio Lukoki (ministre de l'Éducation et membre du bureau politique du MPLA), Afonso Van-Dunem (membre du comité central du MPLA)
- Argentine : Alberto Rodríguez Varela (ministre de la Justice)
- Bénin : Tonakpon Capo-Chichi (ministre de la Culture) et Agbahe Gregoire (ministre du Tourisme et de l'Artisanat)
- Botswana : A. V. Kgarebe (haut-commissaire au Royaume-Uni)
- Burundi : Reni Nkonkengurute (membre du Bureau politique et du présidium du Comité central de l'Union pour le progrès national, ministre chargé des Affaires présidentielles)
- République centrafricaine : général Mbale (ministre de l’Intérieur)
- Colombie : Gustavo Balcázar Monzón (ambassadeur de la Colombie au Royaume-Uni)
- République populaire du Congo Congo : Jean Ganga Zansou (président de l'Assemblée nationale)
- Costa Rica : Fernando Aldman (ministre de l'Économie)
- Côte d'Ivoire : K. Nalobamba (ministre d'État), Tousagnon Benoît (vice-président de l'Assemblée nationale)
- Équateur : Mario Aleman (sous-secrétaire au ministère des Affaires étrangères)
- Guinée équatoriale : Abaga Julian Esono (ambassadeur en France)
- Gabon : Jean Robert Fungu (ambassadeur en Yougoslavie)
- Haute-Volta : Tiémoko Marc Garango (ambassadeur en Allemagne de l’Ouest, ambassadeur non-résident en Yougoslavie)
- Islande : Ingvi Sigurður Ingvarsson (ambassadeur en Suède, ambassadeur non-résident en Yougoslavie)
- Jamaïque : K. G. Hill (ambassadeur à Genève, ambassadeur non-résident en Yougoslavie)
- Kenya : J. H. Okvanyo (ministre du Commerce)
- Koweït : Cheikh Abdullah al Jaber (émissaire spécial de l'émir Jaber al Ahmad)
- Liban : Ali el Khalil (ministre des Finances)
- Libéria : Robert Kvele Kennedy (ambassadeur à Rome, ambassadeur non-résident en Yougoslavie)
- Libye : Abu-Bakr Yunis Jabr (ministre de la Défense, général de l'Armée)
- Liechtenstein : Walter Oehry (ministre du Gouvernement)
- Maldives : Ahmed Zaki (représentant permanent auprès de l'ONU)
- Malaisie : Abdul Taib Mahmud (ministre de la Défense)
- Mauritanie : Mohamme Ulg el-Hussein (ministre)
- Maroc : Dej Ould Sidi (président du Parlement), Mohammed Doniri (ministre des Approvisionnements)
- Mozambique : Marcelino dos Santos (membre du Comité central du FRELIMO, membre de la commission permanente du Parlement)
- Niger : Mahamane Karmou (ambassadeur en URSS, ambassadeur non-résident en Yougoslavie)
- Oman : Fahad bin Mahmoud Al-Said (sous-secrétaire aux Affaires judiciaires)
- Philippines : Leon Ma. Guerrero (ambassadeur en Yougoslavie)
- Rwanda : Jules Kanadra (ambassadeur à Moscou, ambassadeur non-résident en Yougoslavie)
- São Tomé and Príncipe : Brata da Coste (membre du conseil de coordination du MLSTP/PSD, ministre du Plan)
- Sénégal : Maggat Lo (président du Comité économique et social du Parlement), Mohammed Li (ministre du gouvernement)
- Sierra Leone : Philip Faboe (secrétaire d'État)
- Singapour : David Marshall (ambassadeur en France)
- Somalie : Ismail Ali Abokor (président de l’Assemblée du Peuple et membre du bureau politique du comité central du Parti socialiste révolutionnaire somalien)
- Soudan : Sherif Ghasim (membre du bureau politique de l'Union socialiste soudanaise)
- Trinité-et-Tobago : James O'Neil (ambassadeur en Belgique, ambassadeur non-résident en Yougoslavie)
- Tunisie : Sadok Mokaddem (président de l’Assemblée et membre du bureau politique du Parti socialiste destourien), Habib Bourguiba, Jr.
- Uruguay : Walter Ravenna (ministre de la Défense nationale)
- Vatican : Achille Silvestrini (secrétaire du Conseil pour les affaires publiques de l'Église)
- Yémen du Sud : M. S. Muti (membre du bureau politique et secrétaire du comité central du Parti socialiste yéménite), A. R. Ratib (membre du bureau politique)
- Zaïre : Nzondomyo a' Dokpe Lingo (président de l'Assemblée nationale)

#### Délégations de partis et d'organisations

##### Organisations internationales
- Ligue arabe : Chedli Klibi (secrétaire général)
- Parlement européen : Simone Veil (présidente)
- Conseil de l'Europe : Franz Karasek (secrétaire général)
- Commission européenne : Wilhelm Haferkamp (vice-president)
- Commonwealth : Shridath Ramphal (secrétaire général)
- OCDE : Emiel van Lennep (secrétaire général)
- ONU : Kurt Waldheim (secrétaire général), P. N. Dhar
- UNESCO : Amadou-Mahtar M'Bow (directeur général)

##### Mouvements de libération nationale
- Organisation de libération de la Palestine : Yasser Arafat (président)
- Front Polisario : Mohamed Abdelaziz (président du Conseil révolutionnaire)
- SWAPO : David Meroro (président)

##### Partis politiques et syndicats
- Parti communiste d'Australie : Bernie Taft (secrétaire)
- Parti travailliste (Australie) : Jane Taggart
- Parti communiste d'Autriche : Franz Muhri (président) et Josef Nichel-Vizer (membre du comité central)
- Ligue Awami (Bangladesh) : Kamal Hosein
- Parti communiste de Belgique : Louis Van Geyt (président), Jean Debruvere (membre du Politbureau)
- Parti socialiste (Belgique) : André Cools (président), Irène Pétry (membre du bureau national, vice-président of the Socialist International, président de l'Internationale socialiste des femmes)
- Parti communiste du Chili : Milo Carres Orlando (membre du Politbureau)
- Parti socialiste du Chili : Carlos Altamirano (secrétaire), Clodomiro Almeida (secrétaire)
- Mouvement d'action populaire unitaire : Ricardo Lopez
- Parti radical (Chili) : Benjamin Tekliski (secrétaire exécutif)
- Parti communiste du Danemark : Jørgen Jensen (président), Hans Kloster (membre du comité central)
- Parti populaire socialiste (Danemark) : Gert Petersen (président)
- Parti révolutionnaire dominicain : Francisco Pena Gomez
- Parti travailliste d'Égypte : Hamid Zidani
- Syndicats arabes (Égypte) : Fati Mohammad (secrétaire général)
- Parti communiste français : Georges Marchais (secrétaire général)
- Parti socialiste (France) : François Mitterrand (secrétaire), Lionel Jospin (secrétaire national)
- Parti socialiste unifié (France) : Maurice Revenel (secrétaire national), Victor Ledik (secrétaire national)
- Confédération française démocratique du travail : Edmond Maire (secrétaire général), Jacques Chereque (secrétaire général adjoint)
- Confédération générale du travail : Gerard Gomez (secrétaire national)
- Parti radical de gauche : Francois Lissere
- People's National Party (Ghana) : Nana Okutwer Beko (président)
- Parti communiste de Grèce (intérieur) : Babis Drakopoulos (secrétaire général)
- Parti communiste de Grèce : Charilaos Florakis (secrétaire générale)
- Union de la gauche démocratique (Greece) : Manolis Glezos
- Parti du socialisme démocratique (Grèce) :  Yagos Pesmazoglou, Georgios Milonas, Charalambos Protopapas
- Mouvement socialiste panhellénique : Andréas Papandréou (président)
- Confédération générale des travailleurs grecs : Nicholas Papageorgiou (président)
- Parti communiste des Pays-Bas : Henk Hoekstra (chairman)
- Parti travailliste (Pays-Bas) : Joop den Uyl (chef du groupe parlementaire)
- Parti communiste d'Irlande : Andy Barr (président)
- Parti communiste italien : Enrico Berlinguer (secrétaire générale)
- Parti socialiste italien : Bettino Craxi (secrétaire générale)
- Parti social-démocrate italien : Ruggero Puletti (secrétaire général adjoint), Giuseppe Amadei
- Parti d'unité prolétarienne (Italie) : Lucio Magri (secrétaire général), Luca Cafiero (secrétaire)
- Démocratie chrétienne (Italie) : Vito Lattanzio
- Parti communiste japonais : Kamejiro Senaga, Sakundo Onuma
- Parti socialiste japonais : Tomio Kawahami, Eiji Yasai
- Congrès national africain : Thomas Nkobi
- Parti communiste colombien : Alvaro Delgado
- Parti communiste libanais : Nicolas Shawi (secrétaire général)
- Parti socialiste progressiste (Liban) : Walid Jumblatt (président)
- Union socialiste des forces populaires (Maroc) : Abderahime Buabid (secrétaire général)
- Parti du progrès et du socialisme (Maroc) : Ali Yata (secrétaire générale)
- Parti communiste de Maurice : Chandramun (président)
- Parti communiste mexicain : Marcos Leonel Pasades (membre du comité exécutif)
- Parti communiste allemand : Herbert Mies, Carlos Schroder
- Parti social-démocrate d'Allemagne : Willy Brandt
- National Party du Nigeria : Augustus Akinloye (président)
- Parti communiste portugais : Álvaro Cunhal (secrétaire générale)
- Parti socialiste (Portugal) : Mário Soares (secrétaire générale)
- Union de la gauche pour la démocratie socialiste (Portugal) : António Lopes Cardoso (secrétaire général)
- Parti communiste saint-marinais : Umberto Barulli (secrétaire général)
- Parti socialiste saint-marinais : Giuseppe della Balda
- Parti communiste syrien : Daniel Neme
- Parti communiste d'Espagne : Santiago Carrillo (secrétaire général)
- Parti socialiste ouvrier espagnol : Felipe González (secrétaire général)
- Union générale des travailleurs (Espagne) : Anton Valentin
- Parti de la liberté du Sri Lanka : Sirimavo Bandaranaike (président)
- Parti suisse du travail : Jean Vincent (président honoraire)
- Organisations progressistes de Suisse : Georg Degen
- Parti de gauche (Suède) : (Président), Bo Hammar (membre du Politbureau)
- Parti social-démocrate suédois des travailleurs : Sten Andersson (secrétaire)
- Parti républicain du peuple (Turquie) : Bülent Ecevit (président)
- Parti communiste britannique : Gordon McLennan (secrétaire général)
- Parti travailliste (Royaume-Uni) : James Callaghan (chef)

## Couverture médiatique
Les funérailles ont été retransmises en direct par de nombreux pays sur leurs chaînes de télévision nationales. En Allemagne de l'Ouest, l'émission a été diffusée sur Deutsches Fernsehen. La télévision autrichienne a diffusé un film en mémoire de Tito pendant une heure avant les funérailles. Aux États-Unis, les trois principales chaînes de télévision ont couvert les funérailles, tout comme TF1 et Antenne 2 en France. Au total, 44 pays ont diffusé les funérailles de Tito.